# Burfjord
Burfjord est une localité du comté de Troms, en Norvège.

## Géographie
Administrativement, Burfjord fait partie de la kommune de Kvænangen.